# Condizione femminile
La condizione femminile si riferisce all'insieme di norme, costumi e visioni del mondo che riguardano il ruolo della donna nella società.
Molte culture diverse hanno riconosciuto alla donna capacità e ruoli limitati alla procreazione e alla cura della prole e della famiglia. L'emancipazione femminile ha rappresentato, negli ultimi secoli, la ricerca di un'uguaglianza formale e sostanziale tra la donna e l'uomo.

## Preistoria

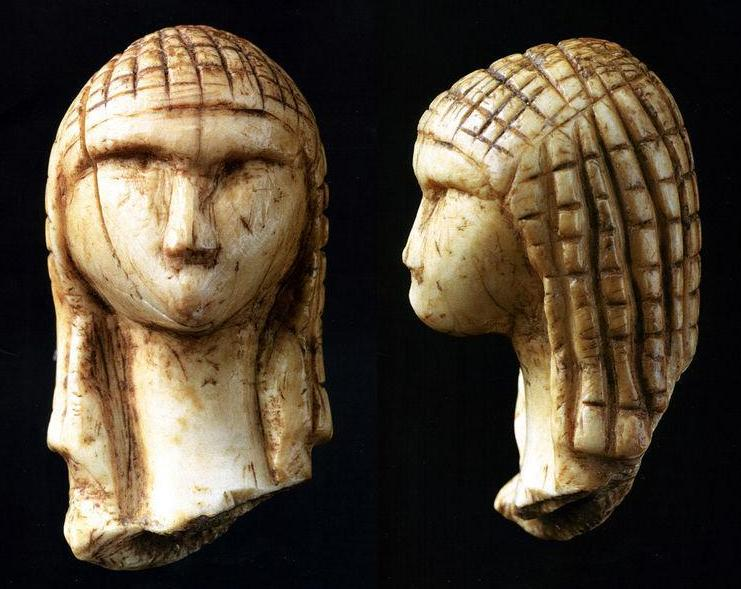
Venere di Brassempouy, il più antico volto scultoreo femminile riconoscibile, risale a 25 000 anni fa, nel periodo culturale Gravettiano

Nella preistoria di Homo sapiens la situazione è stata sicuramente variata e diversificata a seconda delle culture, epoche e luoghi geografici. Partendo da 200 000 anni fa, la società ha presentato modelli variabili, dal cacciatore di piccole prede e raccoglitore del paleolitico medio organizzato in piccole unità sociali, attraverso le più numerose società dedite alla caccia dei grossi mammiferi come mammut e ungulati, fino alle culture stanziali dedite ad agricoltura ed allevamento dell'età del rame.
Attraverso le varie epoche si sono potuti ipotizzare vari schemi sociali, e secondo alcune teorie anche matriarcato o società con parità di genere come nel caso delle sei nazioni, formate da popoli ascrivibili al neolitico, ma in nord America giunte alla cultura europea in epoca storica, in popolazioni melanesiane, ed altre ancora.
Nell'immaginario, sicuramente sostenuto da diverse prove, ma non esauriente tutte le situazioni, mentre l'uomo si dedicava alla caccia le donne si specializzarono nella raccolta di bacche commestibili, radici e frutti. Si ritiene, in alcune situazioni, che fossero impegnate per gran parte della loro vita da gravidanze, allattamento e cura della prole, fossero meno mobili e si dedicassero alla raccolta dei vegetali commestibili e dei piccoli animali.
Alla fine del paleolitico superiore si ritiene che la donna avesse come compito primario quello di procreare, come si dedurrebbe dal fatto che in alcune sculture (di epoca magdaleniana), vengono evidenziati gli organi connessi alla riproduzione: a scapito delle altre parti del corpo, il ventre e i fianchi sono decisamente prominenti, il seno voluminoso. In altri reperti invece, sempre afferenti alle veneri paleolitiche si evidenziano fatture longilinee.
In alcuni periodi in cui parte dell'umanità viveva allo stato nomade, si suppone che esse fossero sottomesse al maschio. Secondo altre teorie, almeno alcune società primitive erano invece matriarcali e, solo in un secondo momento, si sviluppò la supremazia maschile. Non ci sono sufficienti dati archeologici per convalidare o confutare completamente le teorie.

## Età antica
In un primo momento nella civiltà egizia ed in quelle mesopotamiche (Persia, Assiria, Babilonia) la donna aveva una posizione molto elevata all'interno della società. In queste civiltà era presente anche il matriarcato ma poi, con l'ascesa delle monarchie militari, le donne persero di prestigio e si formarono anche, in alcune civiltà mediorientali, i primi ginecei, dai quali le donne non potevano uscire e dove non potevano vedere nessun uomo ad eccezione degli eunuchi e del proprio marito. Nelle società mesopotamiche la donna era acquistata dal marito con un vero e proprio contratto nuziale e poteva essere ripudiata, a favore di una concubina, qualora non fossero nati dei figli. Tuttavia, la donna che fosse stata anche madre, non poteva essere ripudiata facilmente, in quanto aveva facoltà di opporsi giuridicamente alla volontà del marito. Presso i Sumeri, le donne di ceto sociale elevato, potevano avere proprietà indipendenti da quelle del marito, di cui disporre liberamente, ereditare e lasciare in eredità. In alcuni casi poi, vi furono donne che riuscirono ad accedere a professioni prestigiose e rigorosamente maschili, come quella dello scriba o del sacerdote. In Egitto vi furono casi di donne di casta elevata, che riuscirono, spesso governando in nome dei figli ancora piccoli, dopo essere rimaste vedove, a divenire persino faraone: esempi furono Hatshepsut, Nefertiti e Cleopatra. Oppure vi furono donne come Nefertari, la moglie del faraone Ramses II, che influenzarono grandemente la politica dei mariti.

### Grecia antica
Nella civiltà minoica la condizione della donna era molto più avanzata che fra i micenei e nel periodo della Grecia classica. Questo perché, essendo una civiltà palaziale, ovvero basata sui grandi palazzi che accentravano ogni funzione politico-economico dell'isola, le donne avevano maggiori libertà che nelle comunità di villaggio o nelle città dell'antichità. Inoltre, come i fenici, i minoici o cretesi, non avevano un esercito stanziale, né gerarchie militari, e questo toglieva importanza all'uomo a vantaggio della donna.
Nella Grecia omerica la donna veniva rispettata ma esistevano comunque numerose contraddizioni. Nell'età di Pericle la donna ricca era tenuta in casa, mentre le donne povere erano costrette a lavorare e quindi avevano una certa libertà. Le donne non avevano diritti politici (non potevano quindi votare o essere elette membri dell'assemblea, durante l'età delle poleis) e non erano oggetto di legislazione giuridica (una donna non era colpevole, ad esempio del reato di adulterio, a differenza dell'uomo, perché ritenuta "oggetto del reato"). La condizione femminile ad Atene era assimilata a quella dello schiavo e dello straniero, o del maschio ancora minorenne. La donna passava molto tempo a contatto con la madre del marito, nel gineceo, e quest'ultima aveva un ruolo primario sulla sua educazione. Paradossalmente, se nella più raffinata Atene la donna era in condizione di inferiorità, nella militarista Sparta le donne della classe dominante (spartiati), pur non potendo governare o combattere, erano addestrate alle arti militari e godevano di maggiore libertà.

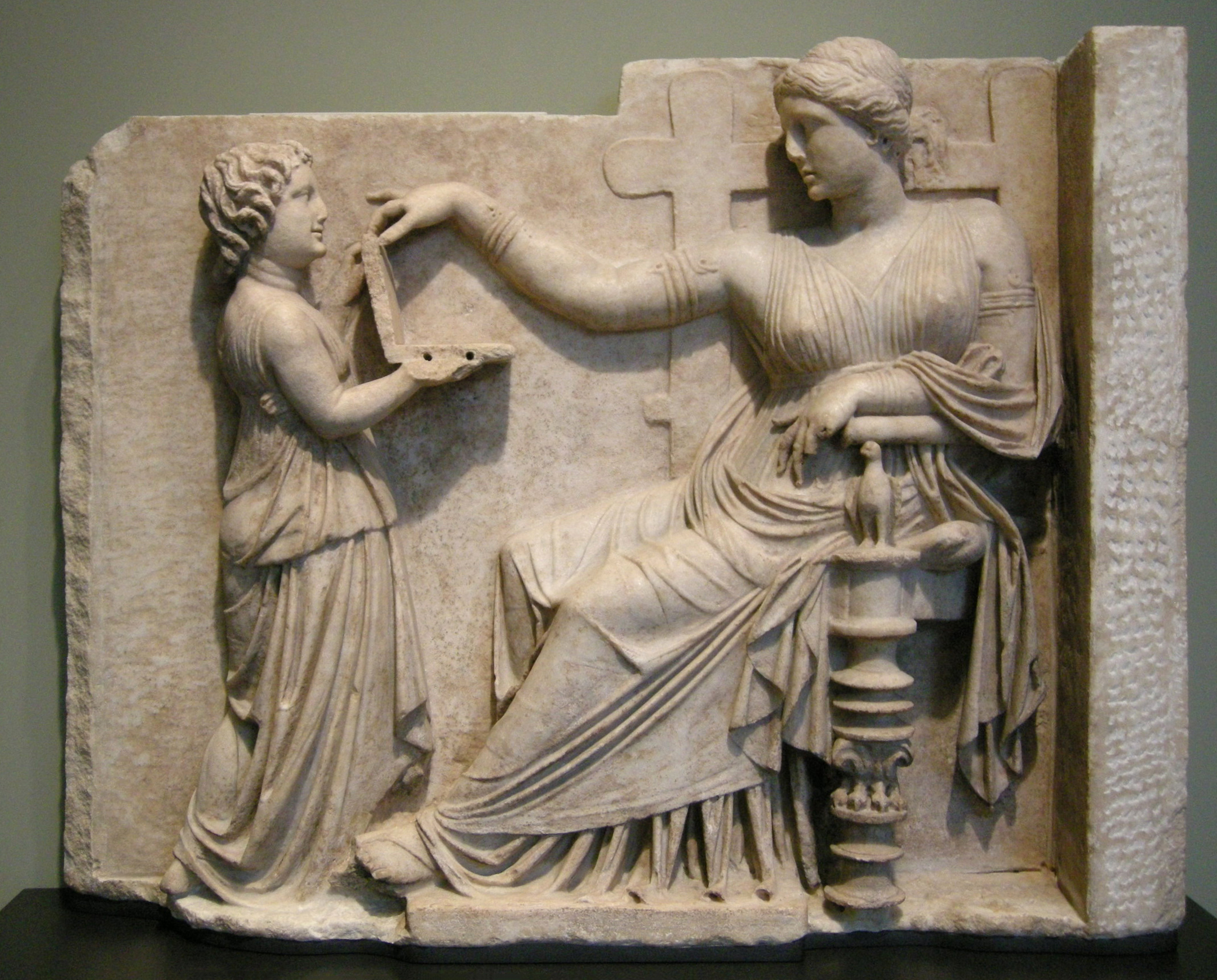
Pietra tombale di una donna raffigurata assieme alla sua ancella (100 a.C. circa)

Nella società greca alle donne era vietato assistere a qualsiasi manifestazione pubblica, oltre che praticare qualsiasi attività sportiva (ad Atene), mentre a Sparta potevano dedicarsi a sport di tipo esclusivamente ginnico (danza, corsa, ecc). In occasione dei Giochi olimpici alle donne non era nemmeno permesso di avvicinarsi al perimetro esterno del santuario, altrimenti c'era la pena di morte. Secondo un'antica tradizione, si diceva addirittura che, se mai una donna avesse praticato una qualche attività sportiva, grandi sventure sarebbero arrivate in seguito a tutto il genere femminile. Ciò conferma la condizione di inferiorità a cui era soggetta la donna nella società greca, molto diversa, ad esempio, dalla condizione di relativa emancipazione di cui godeva la donna nel mondo romano.
In Grecia esistevano le γυναῖκες (mogli) che si dedicavano esclusivamente all'educazione dei figli legittimi, le παλλακαὶ (concubine) che avevano rapporti sessuali stabili con l'uomo e l'ἑταίρα (compagna), per il piacere. Esisteva inoltre la πορνή (prostituta), che svolgeva il suo lavoro nelle strade o nelle case di tolleranza e alla quale spettava l'ultimo "gradino" nella scala sociale. Il tragediografo Euripide fa dire a Medea, nella sua omonima tragedia:
(Traduzione: Galasso-Montana)
E, sempre Euripide:
(Andromaca ne "Le Troiane" Traduzione di Felice Bellotti)
Aristotele affermava inoltre che la donna era inferiore all'uomo in quanto "aveva cervello più piccolo" ed era "un maschio mutilato".
Platone invece fu uno dei primi a pronunciarsi in favore delle donne, almeno in parte: sosteneva che le donne istruite alla filosofia, nello stato ideale da lui delineato, avessero uguali diritti politici degli uomini, e potessero accedere al governo. Questa tradizione rimarrà fortunatamente diffusa negli ambienti del platonismo.
Anche Epicuro rivendicava pari dignità per le donne, all'interno della sua scuola filosofica, che accettava anche schiavi e stranieri.
Durante l'età ellenistica la condizione femminile migliorò molto, così come durante il dominio romano sul mondo greco (I secolo a.C.-IV secolo d.C) molte donne di cultura ricoprivano ruoli importanti nella società, come Ipazia di Alessandria.

### Roma antica
A Roma la donna era considerata quasi pari all'uomo: entrambi i genitori avevano pari obblighi nei confronti dei figli e la donna poteva accompagnare il marito ad una festa. 
In età arcaica era sottomessa al padre e al marito, mentre verso la fine della Repubblica e in età imperiale le donne di condizione elevata potevano svolgere una vita indipendente, ottenere il divorzio e risposarsi, mentre quelle delle classi basse erano rimaste sotto la soggezione maschile, con eccezioni delle prostitute, che pur essendo al gradino più basso (ad eccezione delle donne schiave), avevano una discreta libertà. Una certa indipendenza avevano anche le donne sacerdotesse dei vari templi.

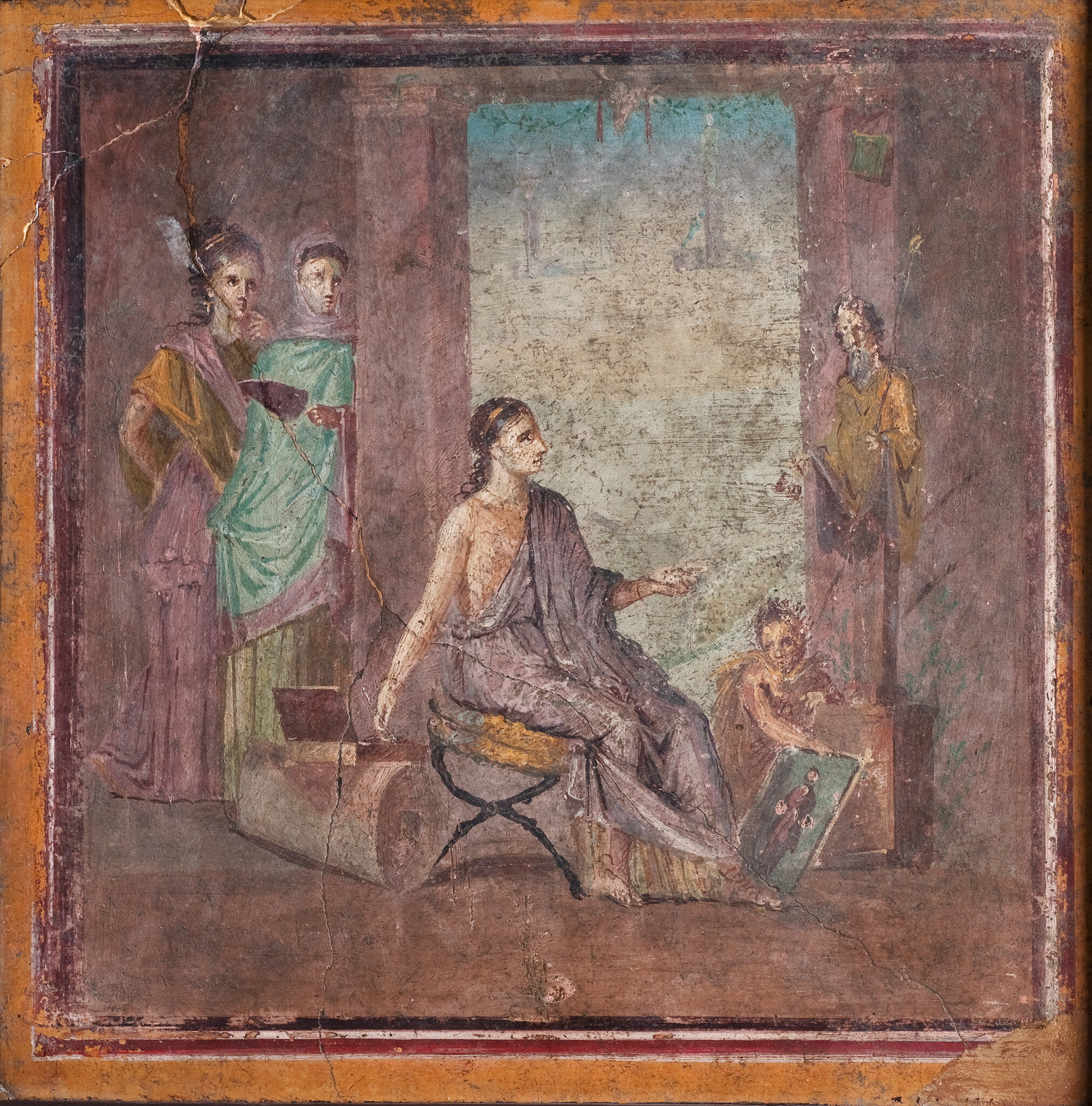
La Pittrice; Museo Archeologico Nazionale di Napoli; affresco da Pompei, Casa del Chirurgo, IV stile pompeiano (50-79 d.C.). Una donna pittrice dipinge una statua.

Non mancarono tuttavia le limitazioni poste dal diritto romano alla capacità giuridica delle donne: esse non avevano lo ius suffragii e lo ius honorum, ciò che impediva loro di accedere alle magistrature pubbliche. Anche per esercitare i diritti civili (sposarsi, ereditare, fare testamento) aveva bisogno del consenso di un tutore, di un uomo che esercitasse su di lei la tutela. I giuristi latini spiegavano le limitazioni alla capacità giuridica attribuendo alla donna romana qualità negative come l'ignorantia iuris (ignoranza della legge), imbecillitas mentis (deficienza mentale), infirmitas sexus (passività o infermità sessuale), levitatem animi (leggerezza d'animo). Basti pensare che le donne romane non avevano diritto al nome proprio. Alla nascita infatti al maschio venivano assegnati tre nomi: il praenomen (p.es. Marco; in tutto erano circa una ventina), il nomen (p.es. Tullio) e il cognomen (p.es. Cicerone); e uno solo alla femmina, quello della gens a cui apparteneva, usato al femminile. La donna veniva considerata non come individuo, ma come parte di un nucleo familiare (familias). Tra la fine del I a. C. ed i primi anni dell'impero nel diritto romano fu introdotto l'istituto del matrimonio sine manu, che determinava una maggiore indipendenza della donna, che, pur continuando a rimanere sotto la potestà del padre, non ricadeva sotto quella del marito o degli uomini della famiglia acquisita. Nel campo del diritto privato era inoltre negata alle donne la patria potestas, prerogativa esclusiva del pater, e conseguentemente la capacità di adottare.
Il principio è espresso per il diritto classico dal giurista romano Gaio nelle sue Istituzioni: Feminae vero nullo modo adoptare possunt, quia ne quidem naturales liberos in potestate habent ("Le donne non possono affatto adottare, perché non hanno libera potestà neanche sui figli naturali"). Sempre da Gaio apprendiamo che alle donne, con l'eccezione delle Vestali, non era consentito in epoca arcaica di poter fare testamento. Tale ultima limitazione venne però abrogata già in epoca repubblicana. L'esperta Eva Cantarella (Passato prossimo. Donne romane da Tacita a Sulpicia, pp. 133–146) afferma che, a differenza delle donne greche, la cui emancipazione rimase essenzialmente immutata fino all'ellenismo, la condizione delle donne romane subì nel corso dei secoli cambiamenti assai profondi. Infatti, partendo da una totale mancanza di autonomia, all'età di Augusto raggiunsero un buon grado di emancipazione e, secondo l'autrice, la causa del mutamento della condizione femminile fu il succedersi quasi ininterrotto di due secoli di guerre. L'espansione di Roma determinò la decimazione della popolazione maschile e un numero sempre maggiore di donne, persi in guerra i padri e i mariti, si trovò a essere indipendente anche nella gestione degli affari e del patrimonio familiare.
Tra i casi di donne importanti, si può ricordare:
- Agrippina minore, moglie e nipote dell'imperatore Claudio e madre di Nerone, che durante l'assenza del marito in guerra, divenne l'unica imperatrice a battere moneta con la propria effigie e a governare de facto l'impero romano.
- Livia Drusilla, moglie di Augusto e madre del futuro imperatore Tiberio che fece entrare nelle grazie di Augusto suo figlio affinché egli diventasse imperatore e la gens Claudia salisse sul trono.
- Giulia Maggiore, figlia di Augusto ricordata per la sua condotta deplorevole in una politica morale tanto austera come quella del padre, tanto che egli dovette bandirla ed esiliarla.
- Cornelia, figlia di Scipione l'Africano celebre poiché a una matrona che ostentava i propri gioielli ella rispose "ecco, questi invece sono i miei gioielli" mostrandole appunto i suoi tre figli.

Nell'impero romano d'Oriente vi furono donne che regnarono e governarono in maniera assoluta, senza dividere il potere con i consorti, un esempio fu l'imperatrice Irene d'Atene.

### Chiesa delle origini
Il messaggio cristiano contenuto nel Nuovo Testamento, che sotto questo punto di vista supera e reinterpreta notevolmente i precedenti testi dell'Antico Testamento, giunge ad equiparare di fatto uomo e donna. Gesù non si faceva scrupolo di predicare alle donne come agli uomini, dei miracoli narrati nei Vangeli ne beneficiavano tanto le donne quanto gli uomini, esse erano protagoniste delle parabole al pari degli uomini, e infine Gesù appare dopo risorto alle donne prima che agli uomini. Nelle lettere di Paolo, che descrivono la vita della primordiale chiesa apostolica, le donne vengono in alcuni passi esplicitamente equiparate agli uomini (Gal3,28;1Cor11,11-12).
Non mancano però testi delle epistole paoline in cui riemerge una visione impregnata dell'Antico Testamento, in cui s'invitano le donne alla sottomissione all'uomo (1Cor11,7;Ef5,22), o ne limitano l'attività nelle varie chiese locali (1Tm2,12;1Cor14,34-35). Il tenore dei passi però non sarebbe così marcato da indurre a parlare di misoginia e l'esame del contesto storico e letterario dei passi 'misogini' ridimensiona maggiormente il tenore del discredito:: in 1Tm Paolo si riferisce a un problema concreto che la comunità di Efeso aveva con alcune fedeli (1Tm5,13), mentre in 1Cor la richiesta di silenzio durante i momenti carismatici dedicati alla profezia richiama il fenomeno della libera profezia femminile, spesso in contrasto con l'insegnamento degli Apostoli e della guida dei vescovi, che evolverà in seguito nel montanismo. La chiesa, se in principio aveva nella propria gerarchia anche donne, nel ruolo di diacono, successivamente riserverà agli uomini l'ordinazione sacerdotale, regola tuttora in vigore nella chiesa cattolica, e abolito invece nelle varie chiese protestanti e riformate.

## Medioevo

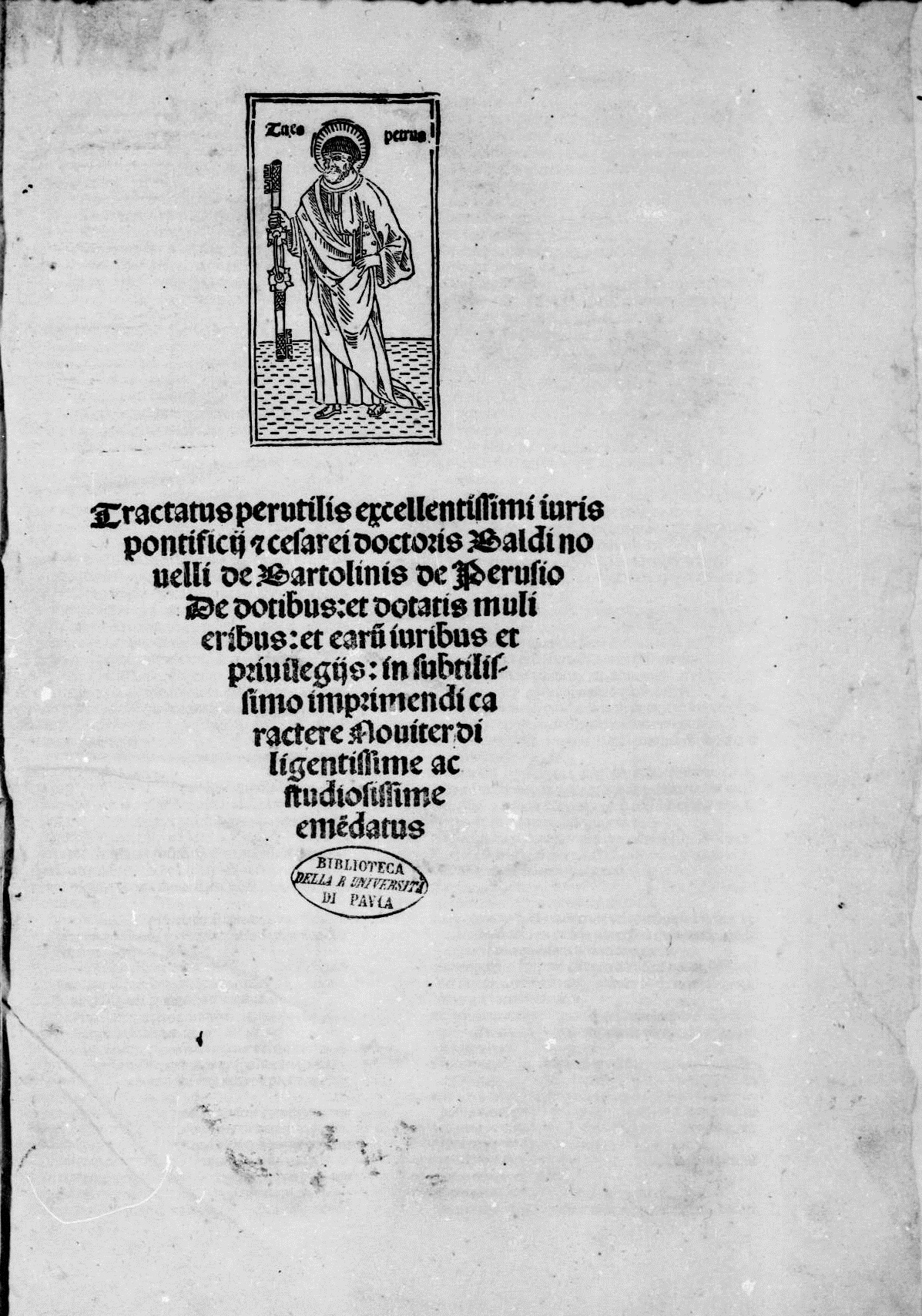
Baldo Bartolini, De dotibus et dotatis mulieribus et earum iuribus et privilegiis, 1496

Con l'arrivo dei Franchi e dei Longobardi in Italia, la condizione della donna peggiora. Essa è infatti un oggetto nelle mani del padre, finché questi non decida di venderla ad un uomo, anche se vi furono regine che tennero il potere di fatto, come in effetti accadeva a volte nelle tribù barbariche.
Il Cristianesimo medioevale impose la sottomissione della donna all'uomo, ma la considerò importante in quanto doveva crescere spiritualmente i figli.
Con l'inquisizione alcune donne vennero ritenute rappresentanti del Diavolo sulla Terra (le streghe), capaci di trarre in inganno l'uomo spingendolo al peccato in qualsiasi modo.
Tuttavia, dopo il 1000, con l'avvento del dolce stil novo, la donna venne angelicata e considerata un tramite tra Dio e l'uomo.
Tra le donne di potere vi fu la regina d'Italia e contessa Matilde di Canossa.

## Età moderna

### Settecento e Rivoluzione francese
Alcuni filosofi illuministi avevano in precedenza preso posizione a favore dell'uguaglianza fra i sessi: fra essi d'Holbach, Condorcet, Voltaire.
Nelle insurrezioni le donne lottano a fianco degli uomini. Sono presenti il 14 luglio 1789 (presa della Bastiglia) e il 10 agosto del 1792 (assalto alle Tuileries). Nell'ottobre 1789 sono le prime a mobilitarsi e a marciare su Versailles, seguite nel pomeriggio dalla guardia nazionale. Quando la guerra porta gli uomini al fronte sono loro a sostituirli nelle fabbriche e nei laboratori con un salario minimo e inferiore a quello dei maschi. Non possono votare né essere elette, sono totalmente escluse dalla vita politica e dalle assemblee. Ma le donne non si arrendono e chiedono di essere arruolate nell'esercito per difendere la propria patria; l'assemblea legislativa glielo nega. Nonostante ciò, centinaia e centinaia di donne riescono a partire e a marciare verso il fronte. La girondina Olympe de Gouges fu una militante per i diritti femminili, ghigliottinata per aver difeso la regina Maria Antonietta e attaccato i giacobini di Robespierre.
Nel 1793 le repubblicane di Parigi chiedono che a tutte le donne sia fatto obbligo di portare la coccarda simbolo della rivoluzione e diritto alla cittadinanza. La convenzione approva, ma gli uomini hanno paura che poi chiedano anche il berretto frigio e le armi. Inoltre gli uomini trovano insopportabile che gli stessi diritti possono essere estesi anche alle donne e pensano che debbano ritornare alle faccende domestiche e non immischiarsi nella guerra.

### L'Ottocento
Nell'Ottocento si diffusero anche le prime istanze femministe e di suffragio a livello europeo e negli Stati Uniti: si pronunciarono e lottarono per l'eguaglianza William Godwin e sua moglie Mary Wollstonecraft, quest'ultima diede inizio al movimento femminista. Il suffragio femminile fu sostenuto anche da John Stuart Mill, nel periodo della sua elezione come deputato alla Camera dei comuni.
Anche il movimento marxista e socialista ebbe un ruolo importante nell'emancipazione femminile.

### Risorgimento italiano
Le donne ebbero parte importante nel risorgimento italiano, ricordiamo numerose patriote: Cristina Trivulzio di Belgiojoso, Anita Garibaldi, Rosalia Montmasson (una dei Mille), Giuditta Bellerio Sidoli (amica di Giuseppe Mazzini).

### Epoca vittoriana
La condizione delle donne nell'era vittoriana, nonostante il fatto che il sovrano fosse una donna, è spesso vista come l'emblema della discrepanza notevole fra il potere e le ricchezze nazionali dell'Inghilterra e l'arretrata condizione sociale. Durante il regno della regina Vittoria, la vita delle donne divenne sempre più difficile a causa della diffusione dell'ideale della "donna angelo", condiviso dalla maggior parte della società. I diritti legali delle donne sposate erano simili a quelli dei figli: esse non potevano votare, citare qualcuno in giudizio né possedere alcuna proprietà.
Inoltre, le donne erano viste come esseri puri e puliti. A causa di questa visione, i loro corpi erano visti come templi che non dovevano essere adornati con gioielli né essere utilizzati per sforzi fisici o nella pratica sessuale. Il ruolo delle donne si riduceva a procreare ed occuparsi della casa. Non potevano esercitare una professione, a meno che non fosse quella di insegnante o di domestica, né era loro riconosciuto il diritto di avere propri conti correnti o libretti di risparmio. A dispetto della loro condizione di "angeli del focolare", venerate come sante, la loro condizione giuridica era spaventosamente misera.

### Prima guerra mondiale

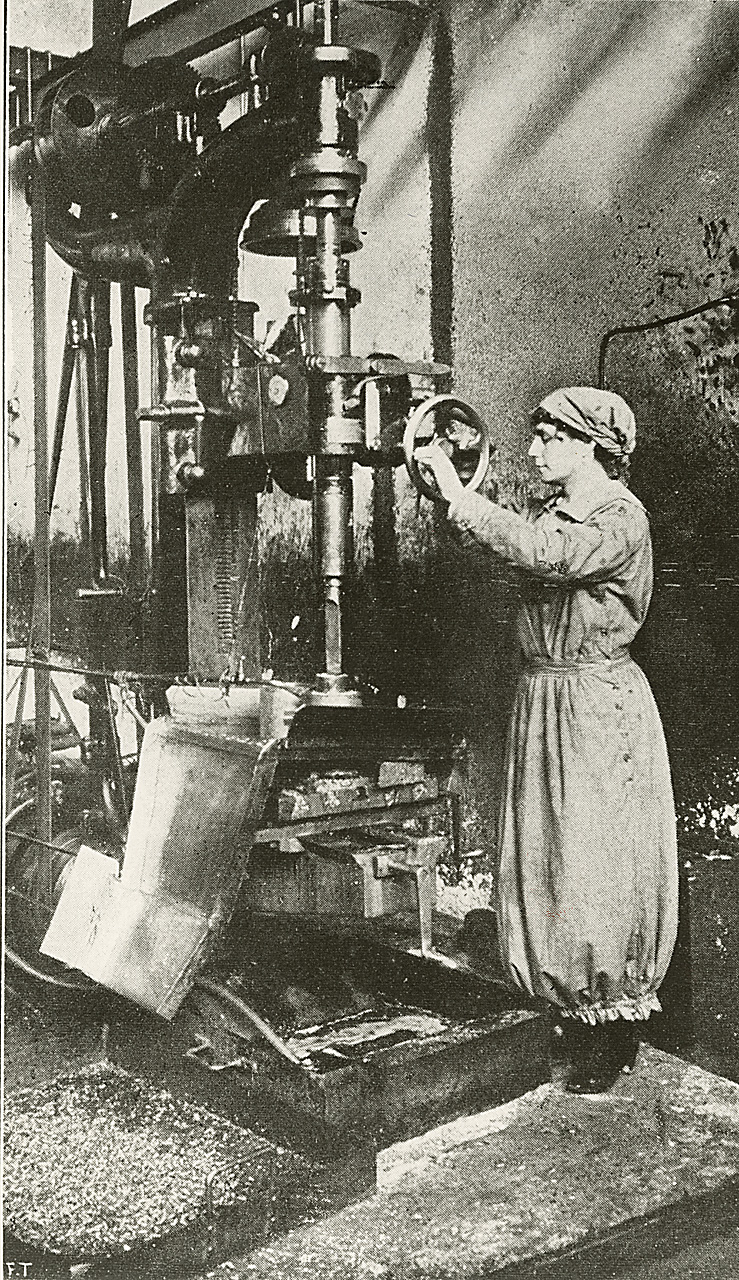
Donna operaia in una industria bellica italiana durante la prima guerra mondiale

L’assenza di molti uomini chiamati a combattere provocò delle conseguenze a livello economico e sociale. Durante la Grande Guerra i posti di operai e contadini furono lasciati vuoti e vennero coperti dalle donne che passarono da "Angeli del Focolare" a membri attivi dell’economia e della società. Questo processo, però, non fu indolore perché le donne furono obbligate a compiere gli stessi lavori degli uomini e esse presero anche il posto dei mariti nelle faccende domestiche maschili. A questo non corrispose una maggiore libertà poiché spesso nelle case rimanevano gli anziani, i quali continuavano ad esercitare un ruolo autoritario all’interno della famiglia.

### Dopo la Prima guerra mondiale
Il primo traguardo importante è il conseguimento del diritto di voto per il quale si batterono le suffragette. In seguito ai conflitti mondiali le donne, che avevano rimpiazzato i molti uomini mandati al fronte sul lavoro, ottennero maggiori ruoli in società e possibilità lavorative fuori dalla famiglia. Inoltre iniziarono ad aprire esercizi commerciali autonomi.

## Nel mondo

### Paesi occidentali industrializzati

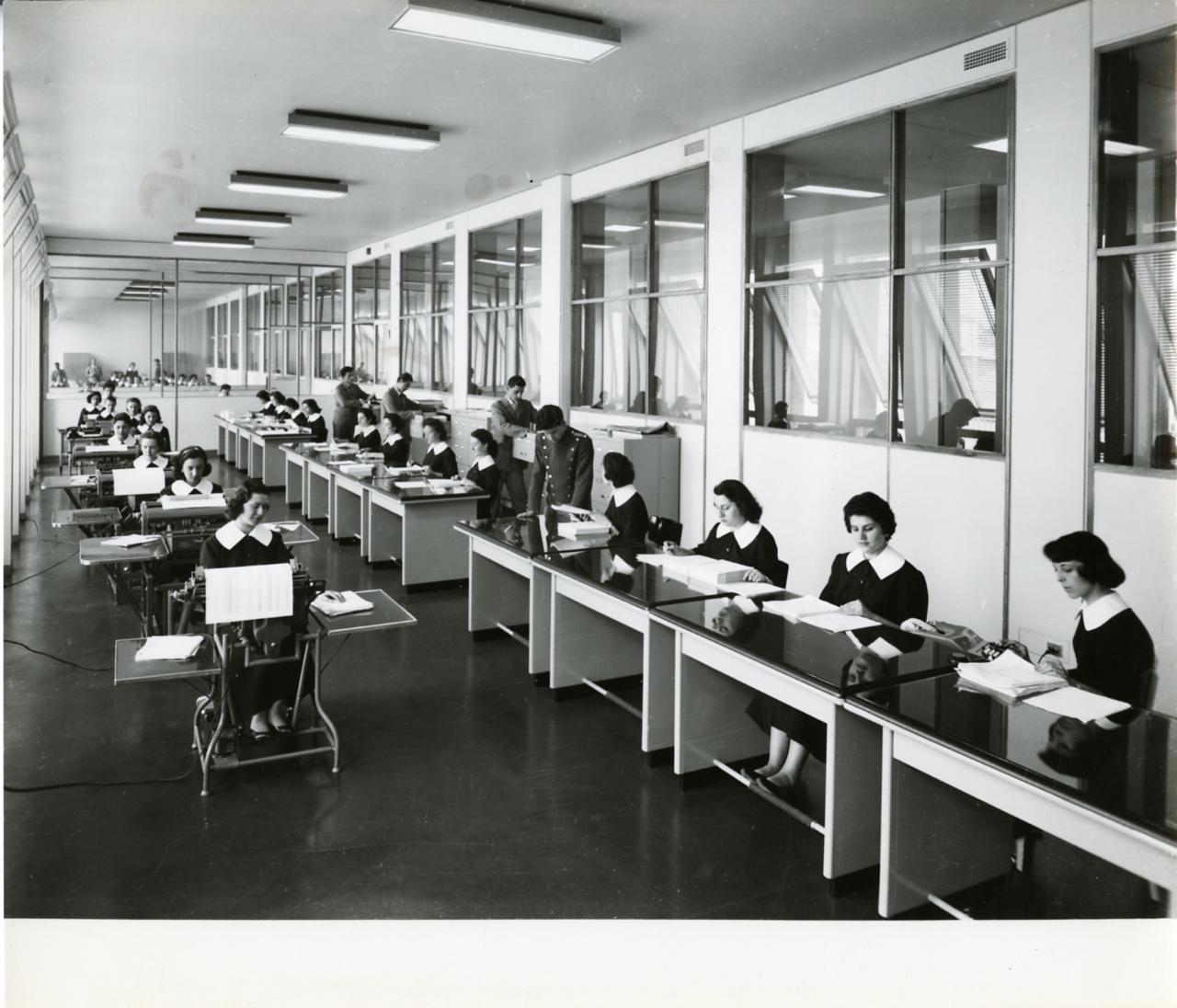
Donne impiegate in un grande ufficio a Milano come stenografe. Foto di Paolo Monti, 1960

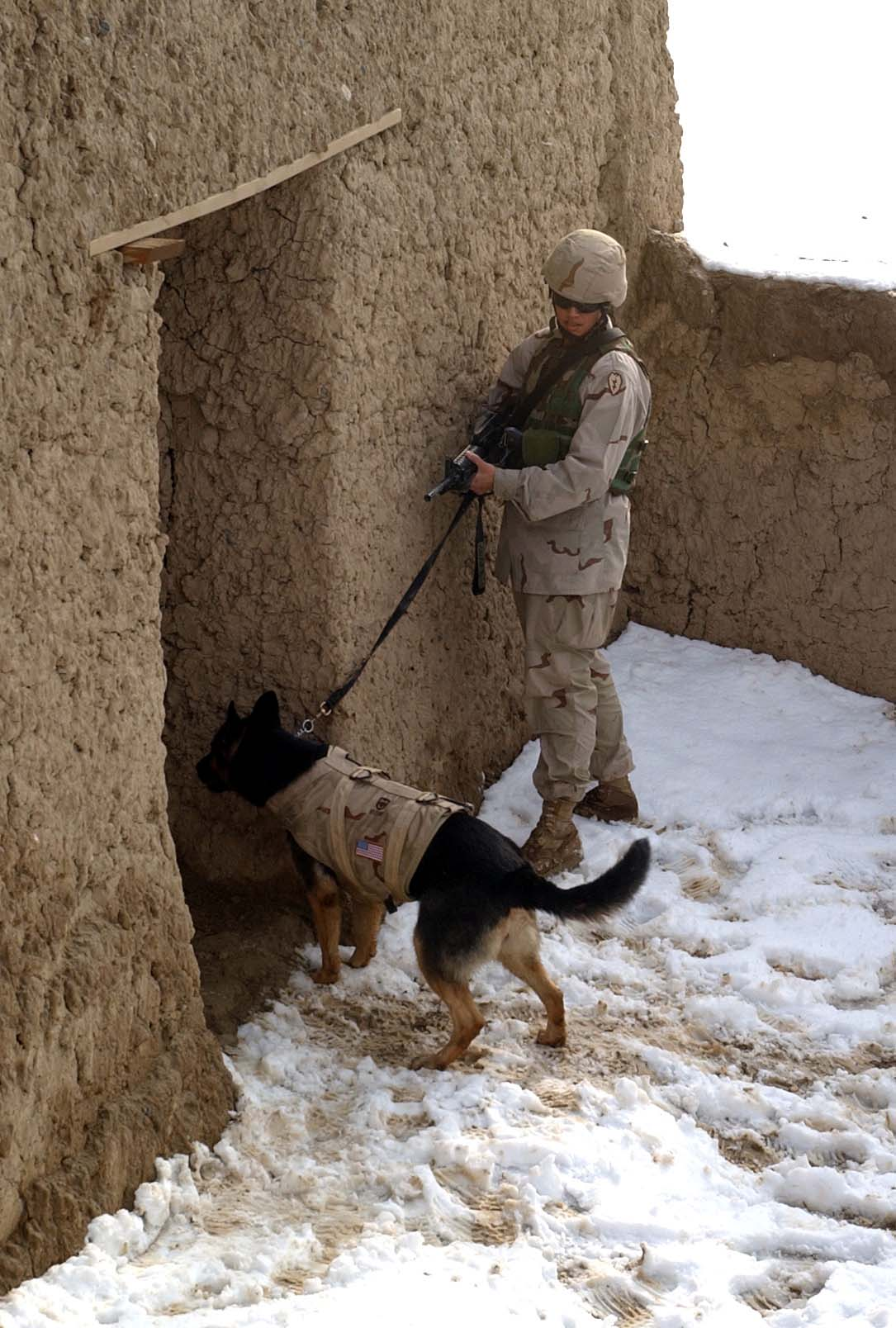
Bagram, Afghanistan, 25 febbraio 2005. Una soldatessa statunitense, sottufficiale della polizia militare USA, con il suo cane poliziotto, durante l'addestramento alle operazioni in abitati. Sia la donna sia l'animale (una femmina di nome Hanna) indossano abbigliamento antiproiettile.

Le donne si sono battute per sostenere cambiamenti nel campo del diritto, dal voto all'IVG, dal divorzio alle leggi in materia di violenza sessuale.
Le conquiste femminili nel mondo occidentale si sono tradotte in maggiori diritti e in un divario meno ampio tra i sessi. Malgrado questo, nemmeno nel mondo occidentale è stata raggiunta un'effettiva parità.
La violenza sulle donne è una piaga presente tutt'oggi anche nei paesi occidentali. In base ad un'indagine del Parlamento Europeo, "almeno il 20% delle donne europee ha subito violenza nelle relazioni familiari e questa è una delle principali cause di decesso per le donne."

### In Italia
Il World Economic Forum, con un'indagine chiamata Global Gender Gap Index, che nel 2015, su 145 Paesi, l'Italia si trova al 41º posto per uguaglianza di genere.
In Italia, pari dignità sociale e uguali diritti delle donne rispetto agli uomini sono garantiti dall'articolo tre della Costituzione.
Tuttora però si registrano diverse disparità nonostante molti progressi si siano fatti per raggiungere una parità sostanziale. In particolare sul fronte della rappresentanza politica ancora l'Italia ha visto le donne in una posizione marginale nelle sedi istituzionali ed in modo estremamente marcato, infatti nel confronto con i principali Paesi europei si è manifestato uno squilibrio di genere nella rappresentanza elettiva per cui nel 2006 l'Italia figurava all'ultimo posto nella graduatoria. Negli ultimi anni si è notato un miglioramento ad esempio nel Parlamento della Repubblica Italiana della XVIII legislatura le donne rappresentano il 34,48% al Senato e il 35,71% alla Camera dei deputati con un risultato non molto inferiore rispetto alla composizione del Parlamento europeo, nel quale le donne rappresentano circa il 41%. Tuttavia, nelle amministrazioni locali vi è un tasso di rappresentanza inferiore rispetto alle istanze nazionali.
A seguito delle nuove elezioni del Consiglio provinciale di Salerno e di Crotone nel dicembre 2021, la Cav. Michelina Manzillo (OMRI) ha denunciato una mancanza di parità di genere: solo 2 consiglieri su un totale di 16 sono donne nel salernitano; solo 1 nel crotonese. Manzillo denuncia che “Questi dati sono lo specchio di una proporzione sbilanciata anche a livello nazionale, dove solo un terzo dei membri del Parlamento sono donne.”

## Donne in politica
Ad oggi, nel mondo, le donne hanno rilevanza politica in diversi stati del mondo. La prima donna a diventare primo ministro fu Sirimavo Bandaranaike nel 1960, mentre la prima donna Capo di Stato fu Vigdís Finnbogadóttir in Islanda nel 1980 (fino al 1996).
In Italia la prima donna ministro è stata Tina Anselmi, oltre 50 anni dopo Nina Bang in Danimarca (ministro dal 1924 al 1926 mentre la prima donna ad occupare una delle 3 cariche più alte dello stato italiano fu Leonilde Iotti, donna emblematica alla cui forza d'animo si deve la presenza in Italia di diritti innovativi per l'epoca, quali il diritto al divorzio e quello all'aborto, quest'ultimo ancora oggi aspramente contestato. Quasi 60 anni dopo Aleksandra Michajlovna Kollontaj in Unione Sovietica e Constance Markiewicz in Irlanda.
Diversi Paesi hanno avuto diverse donne premier; Regno Unito, Finlandia, Polonia, Moldavia e Nuova Zelanda hanno già avuto 3 donne a capo di un Governo all'interno di un loro Paese. Malta, India, Islanda e Irlanda hanno già avuto più di una donna Presidente della Repubblica
Ad oggi tuttavia, sono oltre 70 i Paesi che ancora non hanno mai avuto né una donna Capo di Governo o Presidente della Repubblica, tra cui: Afghanistan, Albania, Algeria, Angola, Arabia Saudita, Armenia, Azerbaijan, Bahrein, Bielorussia, Belize, Benin, Bhutan, Botswana, Brunei, Burkina Faso, Capo Verde, Cambogia, Camerun, Ciad, Colombia, Comore, Repubblica Democratica del Congo, Cipro, Repubblica Ceca, Costa d'Avorio, Repubblica Dominicana, Egitto, El Salvador, Emirati Arabi Uniti, ESwatini, Figi, Gambia, Ghana, Guatemala, Iran, Iraq, Giappone, Giordania, Kazakistan, Kenya, Kuwait, Guinea, Laos, Libano, Lesotho, Lussemburgo, Madagascar, Malaysia, Maldive, Montenegro, Marocco, Paesi Bassi, Niger, Nigeria, Oman, Paraguay, Qatar, Sierra Leone, Spagna, Stati Uniti, Suriname, Tagikistan, Timor Est, Uruguay, Vanuatu, Vietnam, Zambia, Zimbabwe e Yemen.